# Aeropuerto de Jacmel
El Aeropuerto Jacmel (en francés: 'Aéroport Jacmel') (IATA: JAK, ICAO: MTJA) es un sexto aeropuerto en tráfico de pasajeros de Haití. Está situado próximo a la ciudad del mismo nombre, Jacmel en la costa sur del país.
El aeropuerto sirve rutas y vuelos chárter regionales conectando con Port-au-Prince. 

## Aerolíneas de pasajeros
- Caribintair, (Port-au-Prince)
- Tortug' Air (Port-au-Prince)